# Photonectes mirabilis
Photonectes mirabilis är en fiskart som beskrevs av Parr 1927. Photonectes mirabilis ingår i släktet Photonectes och familjen Stomiidae. Inga underarter finns listade i Catalogue of Life.